# Monkey Business (1952)
Monkey Business is een film uit 1952 onder regie van Howard Hawks.

## Verhaal
De film gaat over dokter Barnaby Fulton, een wetenschapper die hard werkt aan een verjongingsmiddel. Op een dag breekt zijn proefdier, een chimpansee, uit en veroorzaakt chaos in het laboratorium. Per ongeluk bereidt deze de formule waar Fulton al jaren vruchteloos naar zoekt.  

## Rolverdeling
| Acteur         | Personage             |
| -------------- | --------------------- |
| Cary Grant     | dokter Barnaby Fulton |
| Ginger Rogers  | mevrouw Edwina Fulton |
| Charles Coburn | mijnheer Oliver Oxley |
| Marilyn Monroe | Lois Laurel           |
| Hugh Marlowe   | Hank Enthwistle       |